# Čierna nad Tisou (stacja kolejowa)
Čierna nad Tisou (słow. Železničná stanica Čierna nad Tisou) – graniczna stacja kolejowa w miejscowości Czerna nad Cisą, w kraju koszyckim, na Słowacji, przy ulicy Železničná 137/2. Położona jest blisko od granicy z Ukrainą. Znajdują się tu dwa różne rozstawy torów i na tej stacji następuje zmiana rozstawów. Stacja posiada 916 torów co czynią ją największym kolejowym portem przeładunkowym w Europie Środkowej. Stacja znajduje się na paneuropejskim korytarzu VA z Wenecji we Włoszech do Kijowa na Ukrainie poprzez Bratysławę, Żylinę, Koszyce i Użhorod.